# Кагузі-Бієґа (національний парк)
Національний парк Кагузі-Бієґа (фр. Parc national de Kahuzi-Biega) — національний парк на території Демократичної Республіки Конго, що належить до Світової спадщини ЮНЕСКО. Знаходиться під керівництвом Конголезького інституту збереження природи (ICCN). Площа парку складає 6 000 км².

## Географія
Національний парк Кагузі-Бієґа розташований на сході Демократичної Республіки Конго у провінції Південне Ківу, біля підніжжя двох  згаслих вулканів Кагузі (3380 м) та Біеґа (була 2790 м), від яких і отримав свою назву. Перепади висоти становлять від 600 до 2500 метрів, що сприяє різноманітності лісів. 

## Історія створення національного парку

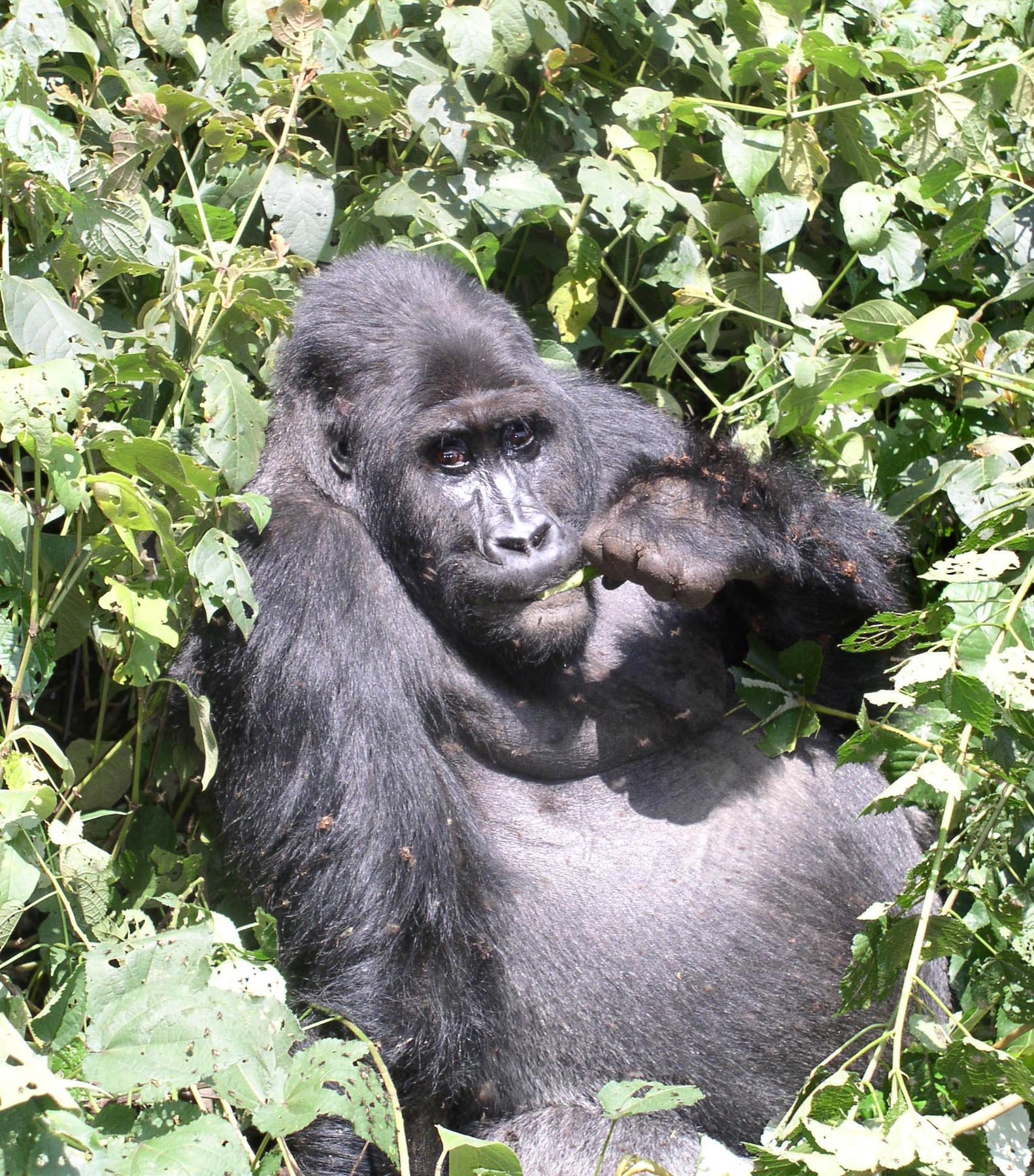
Східна рівнинна горила у Національному парку Кагузі-Бієґа

Ще до заснування національного парту, на його території бельгійською колоніальною адміністрацією у 1937 році тут був створений «Зоологічний заповідник Кагузі» для захисту рівнинних горил.
Після отримання незалежності, у 1970 році був створений національний парк, щоб зберегти популяцію вимираючого виду східних рівнинних горил. До 1975 року територія парку значно розширилася (з 750 км² до 6 000 км²) і його довелося розділити на два сектори: верхній та нижній, які з'єднані вузьким екологічним коридором. 
У 1980 році заповідна територія була внесена в список Світової спадщини ЮНЕСКО. Популяція східних рівнинних горили різко скорочується, незважаючи на всі зусилля уряду та міжнародних природоохоронних організацій. Військові дії на території Демократичної Республіки Конго привели до того, що охоронна система парку практично перестала діяти. Це, в свою чергу, розв'язало руки браконьєрам: вони стали полювати на тварин з метою продажу м'яса горил.
Приплив біженців, незаконні поселення, вирубка дерев — все це також значно погіршило ситуацію у національному парку Кагузі-Бієґа. 
У 1997 році Національний парк був включений в список територій, які знаходяться під загрозою знищення.

## Флора та фауна
Парк має багате різноманіття флори та фауни, яке налічує 1178 видів рослин, 136 видів ссавців, 349 видів птахів. Серед пернатих 42 види є ендемічні. 
За даними 2008 року, у парку мешкало 125 низинних горил, порівняно з 600 горил у період конфлікту до 1990-х років, через що, вид було внесено до списку зникаючих. Згідно з переписом 2011 року, у парку було зареєстровано щонайменше 181 горилу. Інші примати парку включають східного шимпанзе,  оливкового павіана, чорно-білого колобуса, верветку, совинолицю мавпу, а також мавпу Хемліна. Також парк є прихистком для лісового слона, лісового буйвола, бегемота, леопарда, гігантського лісового кабана, бонго, землерийку Рувензорі, мишу  гори Кахузі та кущову білку Олександра. Два види генет, які мешкають у парку, є ендемічними для басейну Конго: водна генета і гігантська лісова генета.
Парк був визначений BirdLife International як важлива орнітологічна територія (IBA). У 2020 році дослідження прісноводної риби в парку та його трьох дренажних басейнах виявило 147 видів риб, 11 з яких були визнані ендемічними для басейну річки Лова, а 7 з них раніше не були описані. Cyprinidae була найбільшою представленою родиною.

## Заходи охорони
Адміністрація парку намагається співпрацювати з громадами, що живуть навколо парку, і залучати людей тва (пігмеїв) для забезпечення охорони парку. У 1999 році був розроблений план захисту людей і ресурсів парку.
У парку відбувається незаконний кустарний видобуток колтану, що завдає шкоди глибокому лісовому покриву.
In a survey conducted between 2015 and 2016, the national park rangers reported a low level of satisfaction with the job, highlighting low salaries, lack of support from the authorities, and poor living conditions.

## Світлини

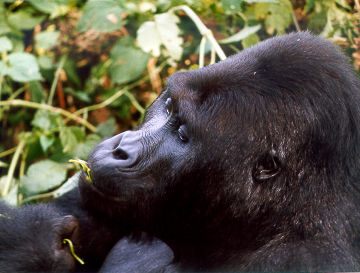
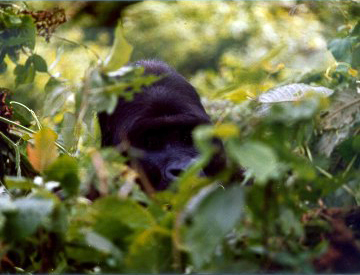
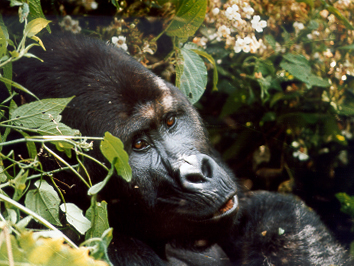
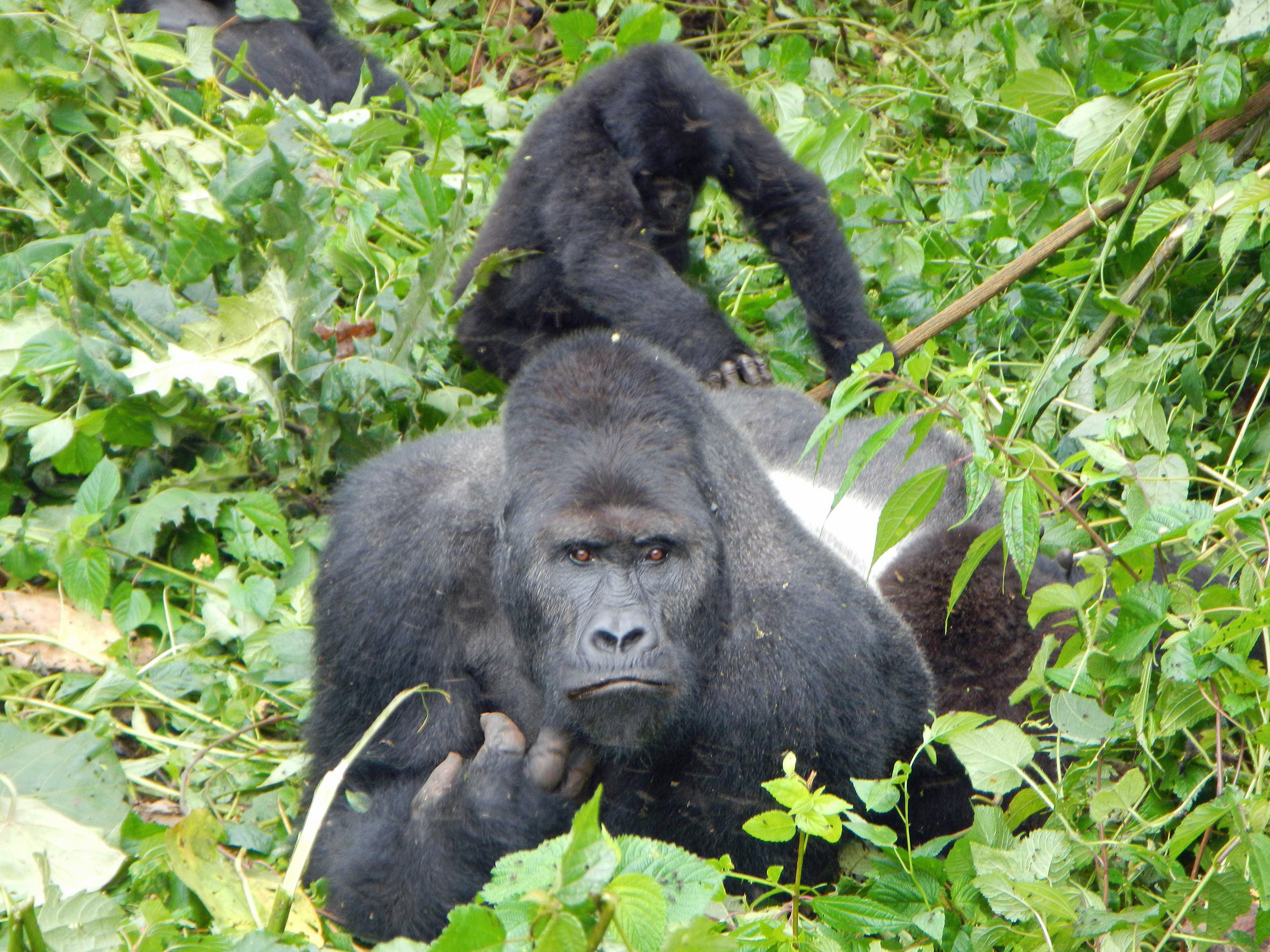